# Desa Bandaran (administrativ by i Indonesien, lat -7,73, long 112,97)
Desa Bandaran är en administrativ by i Indonesien.   Den ligger i provinsen Jawa Timur, i den västra delen av landet, 700 km öster om huvudstaden Jakarta.